# 冯克勤
冯克勤（1941年10月16日—），男，天津宁河人，中国数学家，清华大学数学系教授，曾任中国科学技术大学数学系系主任、副校长。

## 生平
1964年本科毕业于中国科学技术大学数学系。1968年同校研究生毕业，师从华罗庚。
1991年荣获中国数学会第三届陈省身数学奖。1995年5月，中国数学会第七次代表大会在北京清华大学举行，会议选举产生了77名理事，并召开理事会第一次会议，他出任常务理事。
2019年荣获中国数学会华罗庚数学奖。